# در شیپورت بدم جبرئیل
در شیپورت بدم جبرئیل (به انگلیسی: Blow Your Trumpets Gabriel) هفتمین ئی‌پی گروه اکستریم متال بهیموث است که در در ۴ دسامبر ۲۰۱۳ منتشر شد. این آلبوم در تیراژ محدود ۲۰۰۰ نسخه که به‌صورت دستی توسط اعضای گروه شماره‌گذاری و امضا شده بودند عرضه شد و در قالب سی‌دی یا نسخهٔ دیجیتال ارائه نشد. ئی‌پی در شیپورت بدم جبرئیل دربردارندهٔ ۳ ترانه‌است. ترانهٔ اول هم‌نام خود آلبوم است و دو ترانهٔ دیگر «اگر قابیل بودم» و «مردمان شرقی» نام دارند.
ترانهٔ «در شیپورت بدم جبرائیل» آهنگ آغازین دهمین آلبوم استودیویی بهیموث با نام شیطان‌پرست هم هست. این ترانه ابتدا با یک ریتم تکرارشوندهٔ لالایی‌وار شنونده را به خلسه می‌برد اما در نیمهٔ دوم، با ریف‌های دیوانه‌وار گیتار و ضرباهنگ‌های انفجاری ادامه پیدا می‌کند. نام این قطعه اشاره به بخشی در کتاب مقدس دارد که طبق آن جبرئیل در شیپورش می‌دمد و مردگان از گور برمی‌خیزند.
وبسایت بلادی دیسگاستینگ از ویدئوی «در شیپورت بدم جبرائیل» به‌عنوان یکی از بهترین موزیک ویدئوهای سال ۲۰۱۳ یاد کرده‌است.

## فهرست قطعه‌ها
| شماره | نام                                | سراینده       | آهنگساز | مدت  |
| ----- | ---------------------------------- | ------------- | ------- | ---- |
| ۱.    | «در شیپورت بدم جبرئیل»             | نرگال         | نرگال   | ۴:۲۵ |
| ۲.    | «اگر من قابیل بودم»                | نرگال         | نرگال   | ۳:۲۷ |
| ۳.    | «مردمان شرقی» (کاور اثر گروه شیکِر) | توماش آدامسکی | آدامسکی | ۴:۱۱ |